# RKS Litovel
RKS Litovel byl krátkovlnný, středovlnný a dlouhovlnný vysílač postavený v roce 1953, ze kterého v době rekonstrukce vysílače Topolná vysílala stanice ČRo 1 na frekvenci 272 kHz s výkonem 43 kW, a v době rekonstrukce vysílače Dobrochov vysílala stanice ČRo 2 Praha (Dvojka) na frekvenci 864 kHz  s výkonem 14 kW. Potom zde ještě jednou vysílala stanice ČRo 1 na frekvenci 1071 kHz (s výkonem asi 10 kW), potom Rádio ECHO na frekvenci 1233 kHz (asi taky s výkonem 10 kW), ale to za přibližně rok zaniklo, a nakonec ČRo 6 na stejném vysílači jako Rádio ECHO.
|         | Stanice        | Kmitočet | Výkon | Roky Vysílání                         |
| ------- | -------------- | -------- | ----- | ------------------------------------- |
| AM (KV) | Rušení signálu | ?        | ?     | ?                                     |
| AM (DV) | ČRo 1          | 272 kHz  | 43 kW | ?                                     |
| AM (SV) | ČRo 2 Praha    | 864 kHz  | 14 kW | ?                                     |
| AM (SV) | ČRo 1          | 1071 kHz | 10 kW | ?                                     |
| AM (SV) | Rádio ECHO     | 1233 kHz | 10 kW | 17. července 1994 - 31. července 1995 |
| AM (SV) | ČRo 6          | 1233 kHz | 10 kW | 1. února 1996 31. prosince 1996       |